# Niziny (Jędrzejów)
Pour les articles homonymes, voir Niziny.
Niziny est une localité polonaise de la gmina de Sobków, située dans le powiat de Jędrzejów en voïvodie de Sainte-Croix.